# 주상초등학교
주상초등학교는 대한민국 경상남도 거창군에 있는 공립 초등학교이다.

## 학교 연혁
- 1999.03.01 보해분교장 본교로 통폐합
- 1997.02.20 완대분교장 본교로 통폐합
- 1996.03.01 주상초등학교로 개칭
- 1981.01.30 병설유치원 인가
- 1946.09.01 주상국민학교로 개칭
- 1933.04.15 주상보통학교 개교(설립인가 3월 25일)

## 참고 자료
- 주상초등학교 - 한국교육학술정보원 학교알리미